# Enrique Collar
Enrique Collar Monterrubio (ur. 2 listopada 1934 w San Juan de Aznalfarache) były hiszpański piłkarz występujący na pozycji napastnika.

## Kariera klubowa
Collar swoją karierę rozpoczynał w klubie Imperial CF. Następnie do 1952 roku był zawodnikiem Peña Noria. W sezonie 1952/1953 reprezentował barwy Cádiz CF. W 1953 roku był zawodnikiem Atlético Madryt, a w sezonie 1954/1955 grał w Realu Murcia. W latach 1955–1969 po raz drugi w swojej karierze był zawodnikiem Atlético Madryt, z którym w sezonie 1965/1966 wywalczył Mistrzostwo Hiszpanii, a w 1962 roku zdobył z Atlético Puchar Zdobywców Pucharów. W sezonie 1969/1970 był jeszcze zawodnikiem Valencii, w której zakończył karierę.

## Kariera reprezentacyjna
Collar w reprezentacji Hiszpania wystąpił 13 razy i strzelił 4 bramki. Debiutował w niej 19 czerwca 1955, a ostatni mecz w kadrze zagrał 30 maja 1963 roku. Był członkiem drużyny na Mundialu w Chile, gdzie zagrał w jednym spotkaniu. Uczestniczył też w mistrzostwach Europy w 1964 roku, gdzie Hiszpania, która odgrywała rolę gospodarza turnieju zdobyła złoty medal.